# Triaspis suffulta
Triaspis suffulta är en tvåhjärtbladig växtart som beskrevs av Georg Oskar Edmund Launert. Triaspis suffulta ingår i släktet Triaspis och familjen Malpighiaceae. Inga underarter finns listade i Catalogue of Life.